# 波蘭地下國
波兰地下国（波蘭語：Polskie Państwo Podziemne，又称波兰秘密国）[a]是第二次世界大战时期忠于波蘭流亡政府的地下抵抗组织的统称：其中既包括军事抵抗组织，也包括民事组织。地下国最早的组成部分成立于1939年9月下旬，即德苏入侵波兰的最后阶段。地下国的支持者认为，地下国在法理上延续了波兰共和国（及其机构），发动了对纳粹德国和苏联侵略者的武装斗争。波兰地下国组织了军事抵抗运动，是世界规模最大的军事抵抗运动之一；[b]民事方面，地下国还包括教育、文化和社会服务等机构。 
尽管地下国在战争的大部分时间里广受支持，但是最左翼（共产党人）对于地下国既不支持也不承认。波兰地下国中的民族联盟包含了战前波兰极右翼的大部分成员，取代了反对德国入侵波兰的右翼民族主义运动——民族激進陣營和ABC民族激进阵营。随着军事失利（尤其是华沙起义遭遇失败）和苏联敌意日益增长，共产党人在地下国中的影响不断下降。苏联在1944年另行创建了一个傀儡政府——波兰民族解放委员会，并确保其成为战后波兰政府的基础。战争结束时，受苏联支持的共产党接管波兰政权。接管期间，许多地下国成员被指控为叛徒，并死于囚禁期间。地下国遭到西方盟国遗弃，且苏联不可能与其谈判；但地下国又希望避免内战。于是在1945年上半年，地下国的各主要机构自行解散。 
地下国的各机构有成千上万人直接参与，仅波兰家乡军就有约50万成员；还有数百万波兰公民暗中支持这些机构的成员。在民事方面，地下国的原则是，由于德国和苏联对波兰的占领非法，因此占领国建立的所有机构都视为非法。波兰地下国因此设立了秘密民事当局，按照波兰法律建立了与占领国当局并行的各机构。地下国的规模也在无意中受到占领方行动的帮助：侵略者企图摧毁波兰国家、民族与文化，针对波兰公民采取种族灭绝政策；这些根除波兰的企图助长了民众对波兰抵抗运动的支持，促进了抵抗运动的发展。 
冷战时期，波兰统一工人党政府限制有关地下国研究，强调共产主义游击队在反纳粹抵抗中的作用。因此，迄今为止大量关于地下国课题的研究是由流亡在外的波兰学者进行的。

## 历史

### 1939-1940：形成
在许多方面，波兰地下国的历史反映了波兰非共产主义抵抗运动的历史。地下国的起源可以追溯到为波兰的胜利服役。该组织成立于1939年9月27日，波兰首都华沙沦陷前夕。当时，波兰抵抗德苏入侵的失败似乎已不可避免。SZP创始人米哈乌·卡拉谢维奇-托卡热夫斯基将军收到波兰总司令爱德华·雷兹-希米格维元帅命令，在波兰沦陷区组织与实施抵抗运动。SZP与波兰流亡政府联系，并从属于流亡政府。卡拉谢维奇-托卡热夫斯基认为，他创建的组织需要超越严格的军事组织形式；按照19世纪的波兰地下国民政府和一战时期波兰军事组织的传统，这个新成立的抵抗力量需要涵盖平民生活的各个方面。因此，SZP不仅自认为是武装抵抗组织，而且还将自己视为让波兰国家得以继续管理沦陷区的工具。
9月17日，波兰政府撤往境外，总统伊格纳齐·莫希奇茨基被拘留在罗马尼亚。莫希奇茨基依照波兰宪法辞职，并任命博莱斯瓦夫·维尼亚瓦-德武戈绍夫斯基继任总统；然而维涅瓦-德武戈舍夫斯基不受法国政府欢迎，旋即于9月29日被瓦迪斯瓦夫·拉奇凯维奇取代。瓦迪斯瓦夫·西科尔斯基将军于9月28日就任波兰总司令，9月30日起兼任波兰总理。西科尔斯基是治愈运动政权的长期反对者，居住在法国，受法国政府支持。新的波兰政府很快就得到了法国和英国的认可。拉茨基耶维奇被人认为“软弱又优柔寡断”，其影响力不如引人注目的西科尔斯基。
波兰流亡政府各派之间存在政治分歧，其中尤为突出的是SZP与统治波兰政府十余年的治愈运动政权间的矛盾。因此，SZP于1939年11月13日被重组为武装斗争联盟（Związek Walki Zbrojnej，ZWZ）。卡拉谢维奇-托卡热夫斯基支持这一举动，以容纳被治愈运动政权边缘化的政党；他还支持组建主要政治委员会（GłównaRada Polityczna，GRP）。ZWZ负责人卡齐米日·索森科夫斯基将军与斯特凡·洛维斯基上校获得西科尔斯基的任命，担任德国占领区的ZWZ指挥官；而苏占区的ZWZ指挥官由卡拉谢维奇-托卡热夫斯基担任。然而在1940年3月，卡拉谢维奇-托卡热夫斯基在试图越过新划定的德苏边境时被捕。6月，西科尔斯基任命洛维茨基为两个区的指挥官。 

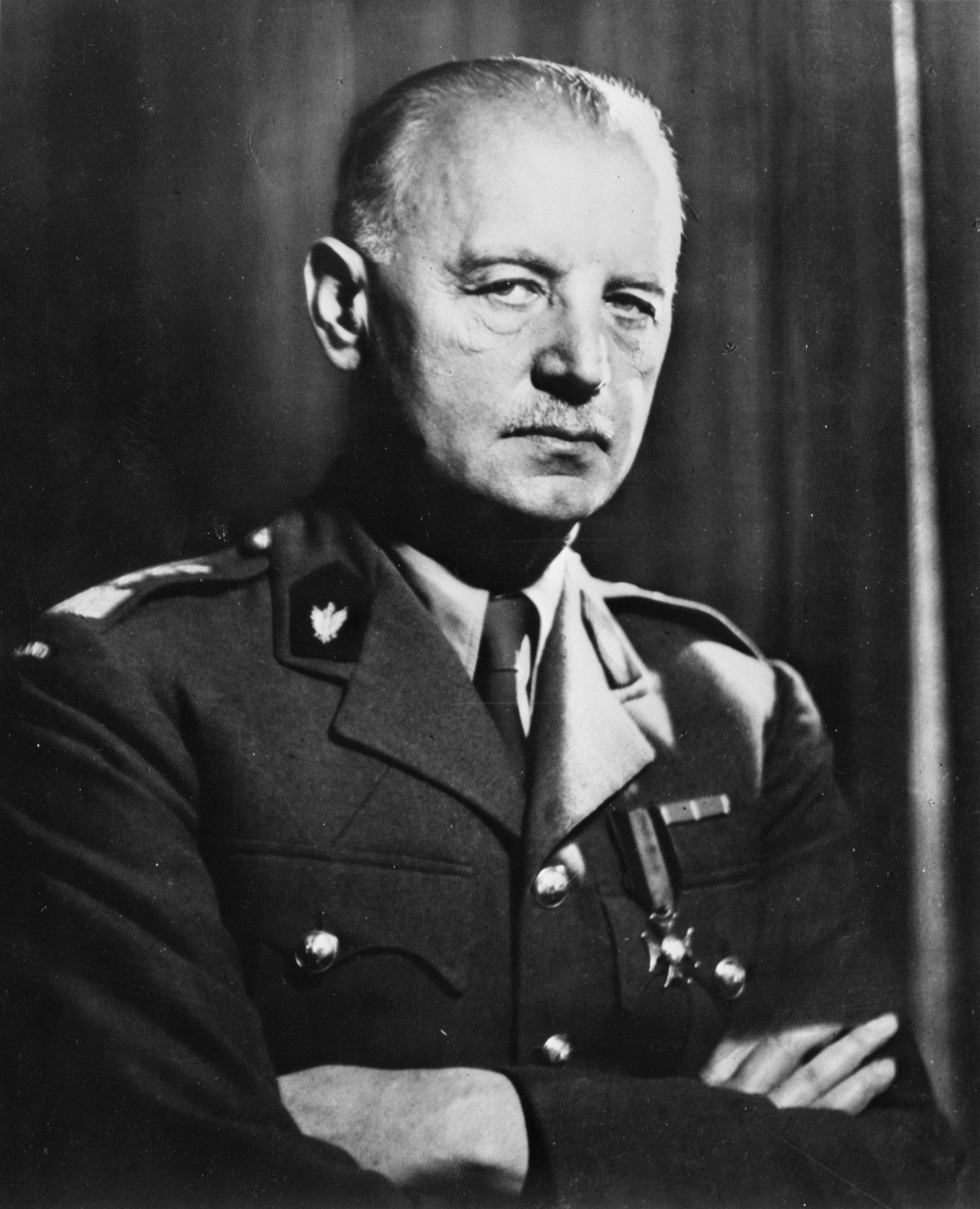
瓦迪斯瓦夫·西科尔斯基，第二次世界大战期间的波兰总司令和总理

鉴于ZWZ侧重于军事斗争，其民事部分没有明确界定，发展更为缓慢；随着德苏占领区的波兰政治家和流亡政府政客间不断展开政治争论，ZWZ民事部分的情况更加恶化。西科尔斯基政府采取了比战前的治愈运动政权更为民主的程序：流亡政府于1939年12月成立国民议会（Rada Narodowa），其中包括波兰不同政治派别的代表。与此同时，原波兰领土境内的国民议会——政治协商委员会（Polityczny Komitet Porozumiewawczy，PKP）于1940年2月底由ZWZ建立，标志ZWZ的民事机构发展迈出了重要一步。原波兰领土境内的机构通过无线电通信和“成百上千名”信使（例如扬·卡尔斯基等人）保持与流亡政府间的密切沟通。1940年最重要的事态发展之一是波兰政府代表处（Delegatura Rząduna Kraj）设立；齐里尔·拉塔伊斯基于12月3日获提名，任首任代表。这一事件标志着地下国的正式成立。政府代表的职位可以被视为与副总理的职位相同；1944年起政府代表的副总理级别得到立法确认。与GRP和PKP不同，波兰政府代表对军方有预算控制权，而GRP和PKP与军事机构并行运作，无法直接影响部队。政府代表将监督军队，并重建民政。 
早在1940年，地下国的民事部门就积极支持地下教育；随后开始发展社会保障，信息（宣传）和司法体系。

### 1941-1943：成长
到1942年，占领区政治家和流亡政治家之间的大多数分歧已得到积极解决。1943年时，政治协商委员会已演变为国土政治代表处（Krajowa Reprezentacja Polityczna，KRP），是1944年1月9日成立的民族团结委员会（Rada Jedności Narodowej，RJN）的基础。委员会由卡齐米日·普扎克领导，被视为地下国的议会。与此同时，地下国的军事部队急剧扩张，而ZWZ于1942年转变为波蘭家鄉軍，其指挥官包括斯特凡·洛维茨基、塔德乌什·科莫罗夫斯基和利奥波德·奥库利茨基等。
1943年8月和1944年3月，波兰地下国宣布了其长期计划，其部分目的是削弱共产党人一些提案的吸引力。1943年3月和11月，共产党人在他们日益激进的《我们争取的》宣言中提出要建立一个社会主义乃至共产主义的国家，谴责被共产党人视同奴隶制的资本主义。共产党人要求将大部分乃至全部经济国有化，引入中央计划。地下国在其宣言《波兰民族正在为之奋斗》中宣布，其目标是将波兰重建为议会民主制国家，充分保证少数群体平等、充分言论自由、宗教自由和政治活动自由。该计划还呼吁建立一个中欧邦联，不受任何单一国家的支配。在经济部门，计划经济得到认可，包括接纳社会主义和基督教民主主义的原则（如收入再分配等），以减少贫富差距。该计划承诺土地改革、工业基础国有化；要求德国赔偿领土，并要求重建波兰1939年以前的东部边界。根据该计划，波兰将维持1921年《里加条约》划定的东部边界，并向德国寻求领土补偿。因此，地下国家和共产党人在政治方面的主要区别并非根植于经济和社会改革，因双方均倡导激进改革；双方的根本分歧在于国家主权、边界和波兰-苏联关系等问题上的不同立场。地下国的计划受到民族主义派别的批评，因为它过于社会主义，而不够“基督教”。 
1944年初，波兰地下国的影响力到达顶峰。4月，波兰流亡政府承认政府代表办公室为临时政府管理机构，标志着政府代表正式成为副总理；此外还成立了国内部长理事会（Krajowa Rada Ministrów，KRM）。然而，在1944年春天发起的全国起义——风暴行动之后，地下国急剧衰退。作为暴风行动的一部分，华沙起义让波兰抵抗力量付出了高昂代价，最终宣告失败；苏联及其波兰傀儡政府民族解放委员会对忠于流亡政府的非共产主义抵抗组织采取敌对态度，产生了灾难性的后果。地下国认为波兰的抵抗运动将协助苏联军队的推进，而家乡军指挥官和行政当局的代表将扮演合法主人的角色。相反，苏联人通常包围地下国部队、解除其武装，并逮捕地下军事当局成员及文职代表、建立苏联自己的行政机构。1944年7月初，即使家乡军仍在与德国人作斗争，地下国仍被迫命令家乡军及其行政结构继续躲避苏联，因为那些暴露的人持续遭到逮捕和报复。

### 1944-1945：衰落和解散
1943年发生的事件大大削弱了波兰流亡政府。苏联与西方的同盟关系愈发重要，但波兰和苏联的关系产生了裂痕。1943年4月13日，卡廷大屠杀被揭露，苏联与波兰在4月21日断绝外交关系。7月4日，西科尔斯基将军去世，总理一职由缺乏影响力的斯坦尼斯瓦夫·米科瓦伊奇克接任，而总司令由索斯科夫斯基将军继任。西科尔斯基的去世进一步加剧了流亡政府的衰落。波兰政府的代表没有受邀参加1943年11月28日至12月1日的德黑兰会议，也未能得到1945年2月4日至11日雅尔塔会议的邀请。在这两次重大会议上，西方盟国和苏联讨论了战后世界格局，包括波兰的命运；波兰被划入苏联的势力范围。在德黑兰，斯大林提出伦敦的波兰流亡政府不代表波兰利益，对此丘吉尔和罗斯福都没有反对；历史学家安妮塔·普拉日莫斯卡指出，“这标志着该政府的影响力和存在理由的结束。”在德黑兰会议之后，斯大林决定自行建立波兰傀儡政權，并于1944年宣布民族解放委员会成立。苏联政府认定波兰民族解放委员为波兰唯一的合法政权，而米科瓦伊齐克在伦敦的政府被苏联称为“非法和自封的政权”。米科瓦伊齐克意识到流亡政府对事态发展日益无能为力，于1944年11月24日辞去总理职位，由托马什·亚尔齐舍夫斯基继任。历史学家梅齐斯瓦夫·比斯库普斯基评述道，“他[亚尔齐舍夫斯基]的鲜为人知标志着流亡政府来到了无足轻重的境地”。 

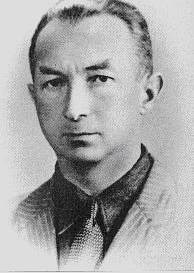
最后一位波兰政府代表，斯特凡·科尔邦斯基。

共产党拒绝与波兰流亡政府交涉，同样拒绝与地下国交涉；波兰“解放区”境内的地下国领导人和军人遭遇迫害。地下国的一些著名领导人——包括政府代表扬·斯坦尼斯瓦夫·扬科夫斯基和家乡军末任总司令利奥波德·奥库利茨基——决定现身，并应苏联的邀请开始与共产党当局公开谈判；然而他们在1945年3月被苏联人逮捕，于当年6月在臭名昭著的莫斯科十六人公审中获刑。1945年6月27日，民族团结委员会举行了最后一届会议，会上发表了12项声明，要求苏联军队离开波兰，停止镇压非共产主义政党。政府代表办公室在其领导被捕后重组，由斯特凡·科尔邦斯基任末任代表。6月28日，民族团结临时政府在莫斯科宣告成立；波兰政府代表办公室随后于7月1日宣布解散，标志地下国的终结。 
民族团结临时政府主要由来自民族解放委员会的共产党代表组成；有一部分比例的反对派，作为针对西方盟国的一种姿态。随着临时政府成立，波兰流亡政府不再被西方盟国所承认：法国于6月29日停止承认流亡政府，英美两国于7月5日中止承认。西方盟国决定支持苏联扶植的愈发共产党化的临时政府。波兰流亡政府将这看作是“西方的背叛”，抗议各国的决定，并继续运作至1989年；共产主义政权垮台后，流亡政府宣布承认后共产主义的波兰政府。1947年的波兰立法选举遭到共产党的操控，标志着波兰不加掩饰的共产党统治的开始。像米克瓦伊齐克这样试图组建反对派的少数独立政客受到逮捕威胁，往往退休或迁居海外。 
1945年1月19日，地下国军事部门波兰家乡军正式解散，以避免与苏联的武装冲突和波兰内战。在接下来的几年里，共产党人巩固了他们对波兰的控制，捏造选举结果，迫害反对派并消灭其政治力量。拒绝向共产党政权缴械投降的武装抵抗运动的残余分子（NIE、波兰武装部队代表团、自由与独立运动等）又被称做“被诅咒的士兵”，他们与苏联支持的共产主义势力抵抗数年，最终被根除。

## 政治代表
地下国代表了波兰第二共和国的大多数政治派别。政治协商委员会由波兰四大政党的代表构成：社会党、人民党、民族党和劳动党。在政治协商委员会成立四个月后，劳动党于1940年6月加入委员会，而社会党于1941年10月至1943年3月间退出了委员会。国土政治代表处同样有这“四大党”的代表。相比之下民族团结委员会更具代表性，委员会中有几个较小的政治集团的代表。一些其它的团体在政治协商委员会和代表处没有显著的代表，但仍支持地下国。非波兰人少数民族——主要是乌克兰族和白俄罗斯族——在地下国没有代表；然而犹太人在地下国有代表。
未在地下国获得代表权的团体中，最为重要的是共产主义者（波兰工人党及其下属人民近卫军和极右翼（堡垒集团及下属的军事组织蜥蜴联盟）。极左派的共产党人和极右派的民族主义者都认为自己与地下国相对立。然而，这些政治团体被视为地下国的合法反对派；只有波兰工人党被视为完全不在地下国框架之内，因其反对波兰独立，且支持波兰完全融入苏联。1944年，波兰工人党成为苏联扶植的傀儡政府——民族解放委员会的一部分。

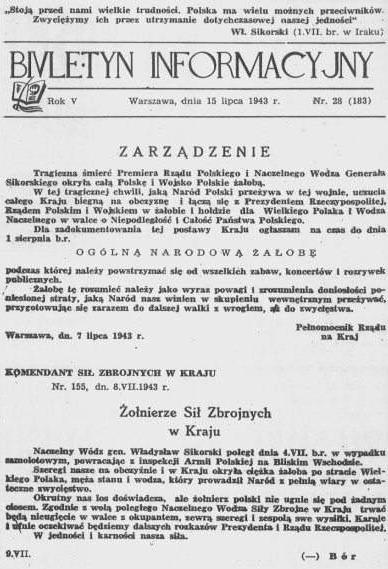
波兰地下国的地下信息公报，发布于1943年7月15日。公报报道了西科尔斯基去世的消息，并宣告了全国哀悼日

地下国将位于波兰境外的波兰流亡政府认定为自己的领导机构。波兰流亡政府以总统和总理为最高民事机关，波兰军队总司令为最高军事机关。在被德苏占领的波兰，流亡政府由政府代表团代表，代表团由波兰政府代表领导。
地下国家民事分支的主要作用是保持波兰国家的整体延续性，包括警察，法院和学校等机构的延续性。地下国的民事分支旨在让干部和机构在战争期间做好准备，以便在德国战败后重掌权力。到战争的最后几年，地下国家的民事机构包括地下议会、行政、司法（包括法院和警察）、中学和高等教育等。民事部门支持各种文化活动，如报纸和书籍的出版、地下剧院、讲座、展览、音乐会、以及各种艺术品的安保。地下国还参与提供社会服务，包括通过援助犹太人委员会“热戈塔”援助贫困的犹太人口。民事部门还通过全民抵抗局参与小规模的抵抗行为，例如轻度破坏行为。1943年，全民抵抗局与秘密抵抗局合并为地下抵抗局，从属于家乡军。
地下国的这些部门可看作与政府部委大致对应。有三个部门致力于解决与战争有关的问题：消除战争后果部、公共工程与重建部、以及信息与出版部。地下国还有一些部门照搬了战前的波兰部委，如邮政与电报部、财政部等。政府代表办公室分为几个部门，其中14个部门维持到了战争尾声：总统府、内政部、司法部、就业和社会福利部、农业部、财政部、贸易与工业部、邮政与电报部、消除战争后果部、交通部、信息与出版部、公共工程与重建部、教育与文化部、以及国防部。
波兰政府代表团在不同地区设有本地办事处。在行政区划方面，政府代表团将波兰的领土分为16个省，各由一位地下省长治理；各省进一步划分为县，由地下县长治理，并有独立的市政机构。1944年初，政府代表团雇用了约15,000名人员，其中主要是老年人；年轻人大多应召加入军事部门。 

### 军事

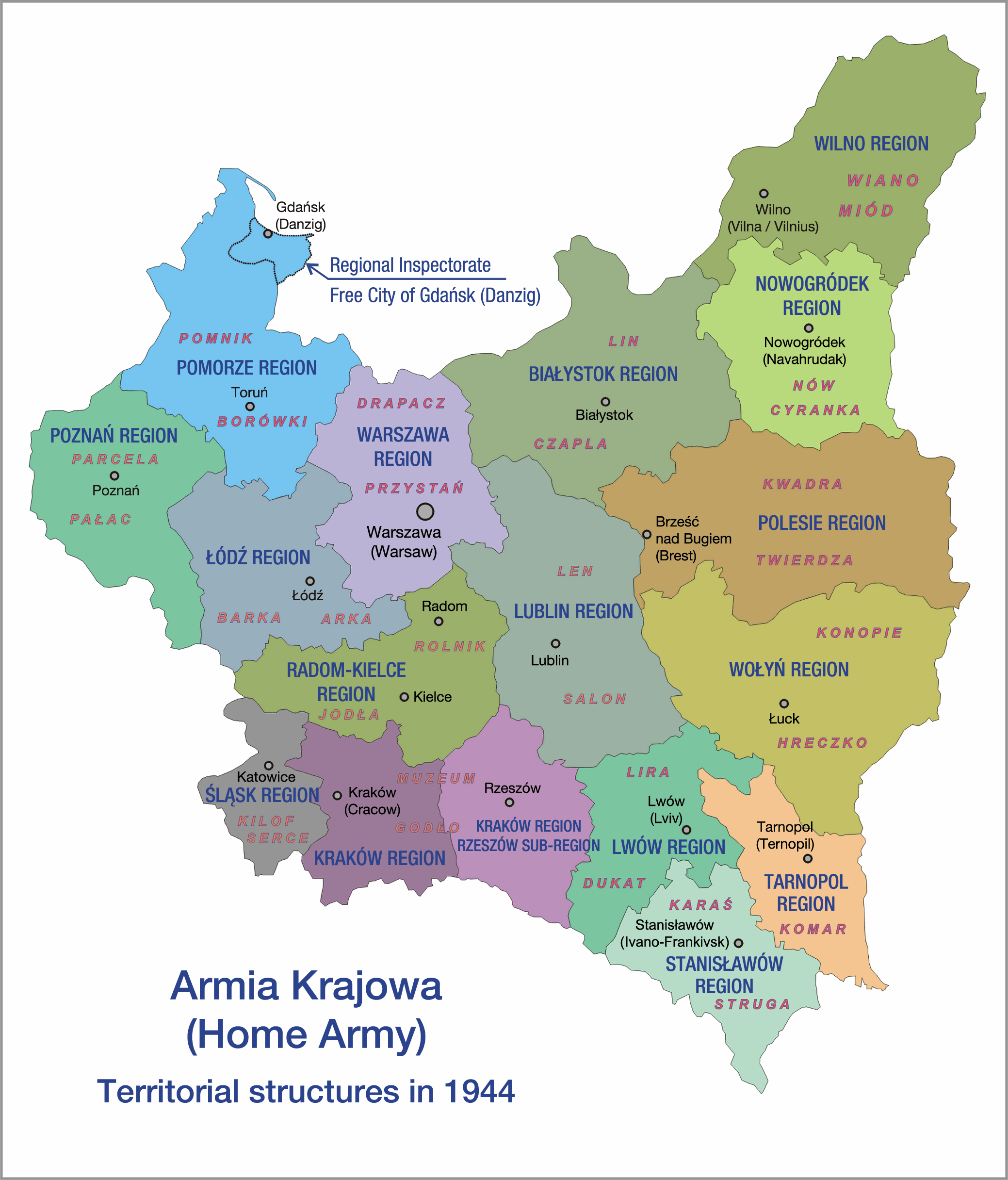
1944年波兰家乡军的组织区划

波兰地下国的军事部门主要由波兰家乡军的各个分支组成；武装斗争联盟也是地下国军事的组成部分之一，直到1942年为止。地下国的军事部门的目的是让波兰社会做好准备，应对将来解放国家的斗争。除了武装抵抗、破坏、情报、训练和宣传之外，地下国的军事部门还负责与流亡于伦敦的政府保持联系，并保护地下国的民事部门。
地下国的主要抵抗行动是破坏德国的行动，包括破坏德军往苏联前线的运输。德国到东线战场的铁路和公路运输广遭破坏：据估计，所有前往东部的德国运输车中有八分之一因家乡军的活动被摧毁，或严重延误。
家乡军还数次与德国人全面作战，尤其是在1943年至1944年的风暴行动期间。家乡军牵制了大量的德国军队，相当于几个师的兵力（上限估计大约有930,000人），转移急需的物资，同时试图支援苏联军队。波兰情报人员向盟军提供了宝贵的情报信息：1939年至1945年，英国情报机构从欧洲大陆收到的全部报告中，有43％来自波兰人。家乡军巅峰时期成员达40万之多，被认为是二战中的三大抵抗运动之一，甚至可能是其中最大的。[b]据估计高达150,000名轴心国士兵因波兰地下组织的行动丧生，其中大多是家乡军所为。

## 定义，史学和纪念

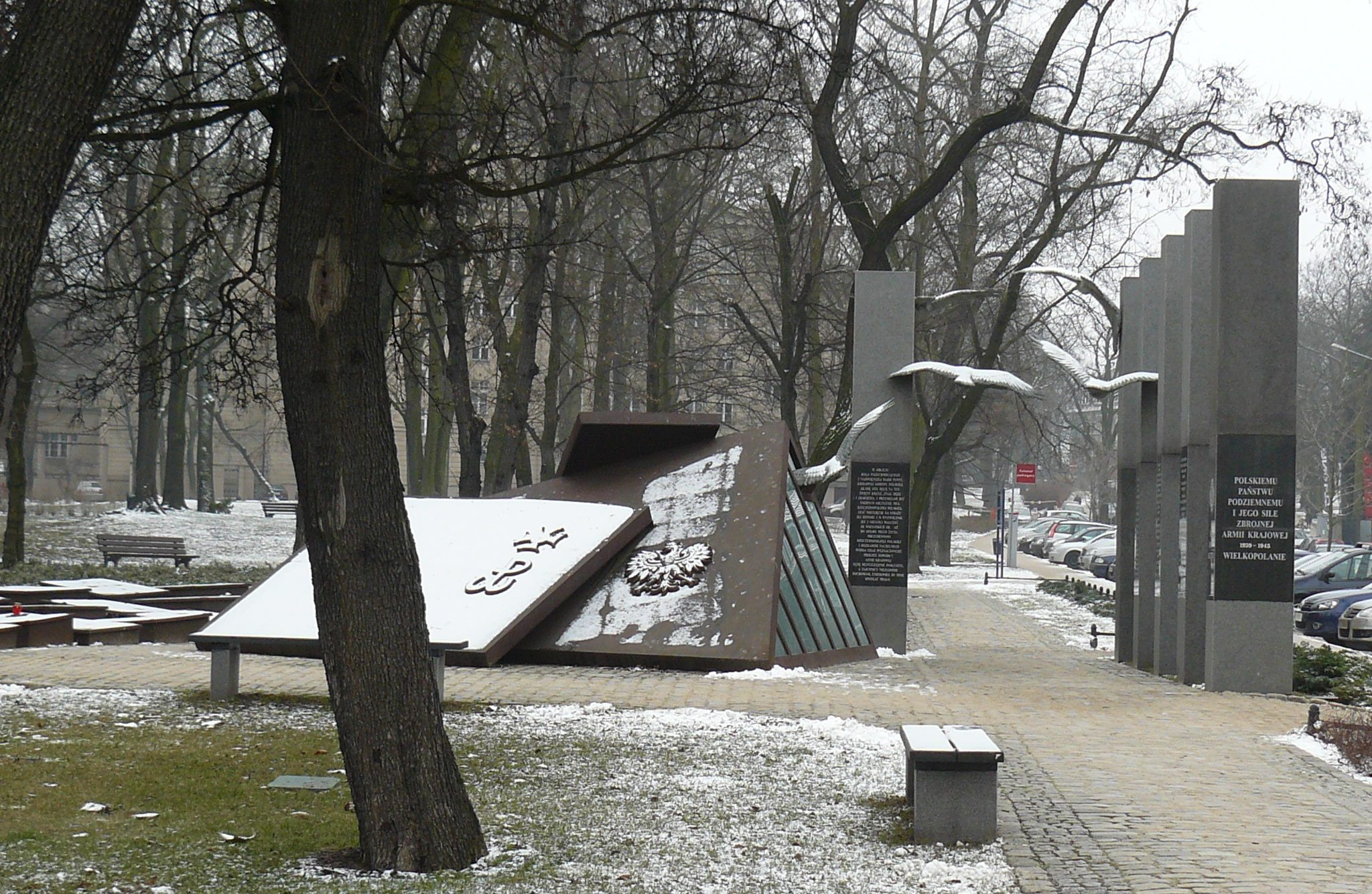
波兹南的波兰地下国纪念碑

几十年来，学者对波兰地下国的研究受限，主要是因为共产主义的波兰人民共和国不希望完全承认非共产主义抵抗运动的作用。在战后第一次斯大林主义时期，研究地下国课题被认为是危险的，接近非法。1939年至1941年期间苏占波兰领土上发生的事件尤为难以研究。针对地下国家的专门研究有限，主要是由流亡西方的波兰历史学家完成的。共产主义国家淡化了非共产主义抵抗运动的重要性，强调共产主义抵抗运动（人民军）是最重要的，与史实正好相反。由于波兰本国的学者研究缺乏，而外国学者在共产主义波兰寻求原始资料受阻，导致西方学者几乎没有讨论过欧洲最大的抵抗运动之一——波兰非共产主义抵抗运动。西方研究主要集中在规模较小[b]的法国抵抗运动。随着共产主义政权垮台，波兰重获全面独立，波兰学者可以着手不受限制地研究波兰历史的各个方面。
选择调查地下国的学者面临的另一个问题是，地下国的存在独一无二，没有任何国家创建过类似的机构；因此如何定义“地下国”也是一大问题。波兰历史学家斯坦尼斯瓦夫·萨尔莫诺维奇在讨论地下国史学时，将地下国定义为“国家的法律、组织和公民身份结构的集合，旨在确保波兰国家在其领土上的宪法连续性”。萨尔莫诺维奇得出结论：“这种宪法的连续性，国家在其过去领土上的功能的真实体现、以及波兰社会绝大多数人的忠诚是地下国存在的最重要因素。” 
地下国得到波兰政府、地方当局和社区的官方认可，波兰大多数主要城市为与地下国有关的抵抗组织建立了纪念碑。1998年9月11日，波兰众议院宣布9月27日（波兰胜利服务组织成立纪念日）为波兰地下国日。

## 注解
注释
a ^  “波兰地下国”是较为广泛使用的说法，最早于1944年1月13日见于波兰地下组织的官方出版物《信息公报》中。“波兰秘密国”（波蘭語：Tajne państwo）是扬·卡尔斯基使用的说法，见于卡尔斯基1944年下半年在美国出版的著作《一个秘密国家的故事》（Story of a Secret State）中。
b ^ 有多个来源声称波蘭家鄉軍是欧洲纳粹占领区中最大的抵抗运动：诺曼·戴维斯写道“公平地说，家乡军可称是最大的欧洲抵抗运动”； Gregor Dallas 写道：“家乡军在1943年约有400,000人，使其成为欧洲最大的抵抗组织”； Mark Wyman 写道“家乡军被认为是战时欧洲最大的地下抵抗部队”。在1941年德国入侵南斯拉夫与苏联之前，家乡军无疑是欧洲最大的抵抗力量；在战争末年，南斯拉夫和苏联的抵抗组织已经达到和波兰家乡军相当的规模。与这三个抵抗运动相比，法國抵抗運動的规模相对较小：1942年抵抗运动有1万人，到1944年发展至20万人。可参见第二次世界大战抵抗运动条目的内容。
引用
1. 1 2 3 4 5 6 7 8 9  Ostasz, Grzegorz. . London Branch of the Polish Home Army Ex-Servicemen Association.   [4 April 2011]. （原始内容存档于2008-04-10）.
2. 1 2  Garliński 1975，第253頁
3. ↑  Salmonowicz 1994，第25頁
4. ↑  Garliński 1975，第221頁
5. ↑  Salmonowicz 1994，第26,27頁
6. ↑  Salmonowicz 1994，第27頁
7. ↑  Salmonowicz 1994，第30,31頁
8. 1 2  Jeffrey Bines, The Establishment of the Polish Section of the SOE，见于Peter D. Stachura. . Taylor & Francis. 2004-03-04: 27  [2011-04-08]. ISBN 978-0-7146-8444-4. （原始内容存档于2021-03-22）.
9. 1 2 3  Biskupski, Pula & Wróbel 2010，第141頁
10. ↑  Lerski 1996，第368頁
11. 1 2 3 4  Garliński 1975，第222頁
12. ↑  John Keegan. . Routledge. 2002: 140  [2011-03-28]. ISBN 978-0-415-26033-6. （原始内容存档于2021-03-22）.
13. 1 2 3  Garliński 1975，第223頁
14. ↑  Anita Prażmowska. . Cambridge University Press. 1995: 10–11  [2011-04-08]. ISBN 978-0-521-48385-8. （原始内容存档于2021-03-22）.
15. ↑  Salmonowicz 1994，第30–33頁
16. ↑  Salmonowicz 1994，第33–36頁
17. ↑  Salmonowicz 1994，第39頁
18. ↑  Biskupski, Pula & Wróbel 2010，第142頁
19. 1 2  Biskupski, Pula & Wróbel 2010，第15頁
20. ↑  Garliński 1975，第224頁
21. ↑  Kenneth K. Koskodan. . Osprey Publishing. 2009-06-23: 63  [2011-12-20]. ISBN 978-1-84603-365-0. （原始内容存档于2013-06-06）.
22. ↑  Janina Struk. . I.B.Tauris. 2011-11-22: 78  [2011-12-20]. ISBN 978-1-84885-443-7. （原始内容存档于2021-03-22）.
23. ↑  Janina Struk. . I.B.Tauris. 2004: 37  [2011-12-20]. ISBN 978-1-86064-546-4. （原始内容存档于2021-03-22）.
24. 1 2 3  Salmonowicz 1994，第37頁
25. 1 2 3  Garliński 1975，第234頁
26. ↑  Garliński 1975，第225,226頁
27. 1 2  Salmonowicz 1994，第42頁
28. 1 2  Salmonowicz 1994，第44頁
29. 1 2  Salmonowicz 1994，第46頁
30. ↑  Salmonowicz 1994，第45,46頁
31. ↑  Salmonowicz 1994，第44,45頁
32. 1 2  Kersten et al. 1991，第50頁
33. ↑  Salmonowicz 1994，第45頁
34. ↑  Ney-Krwawicz & Bohdanowicz 2001
35. 1 2  Salmonowicz 1994，第47頁
36. ↑  Stefan Korboński. . Hippocrene Books. June 1981: 112  [2012-01-03]. ISBN 978-0-88254-517-2. （原始内容存档于2021-03-22）.
37. ↑  Józef Buszko. . Państwowe Wydawn. Nauk. 1983: 459–460  [2012-01-03]. ISBN 978-83-01-03732-1.[]
38. ↑  Garliński 1975，第246頁
39. ↑  Kersten et al. 1991，第51,52頁
40. ↑  Salmonowicz 1994，第48頁
41. ↑  Salmonowicz 1994，第48,49頁
42. 1 2 3  . Rzeczpospolita. 2004-10-02. （原始内容存档于2011-11-06） （波兰语）.
43. 1 2  Garliński 1975，第245頁
44. ↑  Anita Prażmowska. . Cambridge University Press. 1995: 184  [2011-03-28]. ISBN 978-0-521-48385-8. （原始内容存档于2021-03-22）.
45. ↑  Garliński 1975，第243頁
46. ↑  Eric Alterman. . Penguin. 2005-10-25: 29–30  [2011-04-08]. ISBN 978-0-14-303604-3. （原始内容存档于2021-03-22）.
47. ↑  Gregor Dallas. . Yale University Press. 2006-11-15: 663  [2011-03-28]. ISBN 978-0-300-11988-6. （原始内容存档于2021-03-22）.
48. 1 2  Lerski 1996，第172頁
49. ↑  Anita Prażmowska. . Cambridge University Press. 1995: 191  [2011-04-08]. ISBN 978-0-521-48385-8. （原始内容存档于2021-03-22）.
50. 1 2  Mieczysław B. Biskupski. . Greenwood Publishing Group. 2000: 117  [2011-04-08]. ISBN 978-0-313-30571-9. （原始内容存档于2021-03-22）.
51. ↑  Peter D. Stachura. . Psychology Press. 2004: 177  [2012-11-07]. ISBN 978-0-415-34358-9. （原始内容存档于2021-03-22）.
52. 1 2  Garliński 1975，第251頁
53. ↑  Garliński 1975，第252頁
54. ↑  Stanley Cloud; Lynne Olson. . Random House Digital, Inc. 2004-10-12: 362  [2011-04-08]. ISBN 978-0-375-72625-5. （原始内容存档于2021-03-22）.
55. 1 2  . Encyklopedia PWN.   [2012-01-03]. （原始内容存档于2012-05-03） （波兰语）.
56. ↑  . Encyklopedia PWN.   [2012-01-03]. （原始内容存档于2012-05-03） （波兰语）.
57. ↑  Biskupski, Pula & Wróbel 2010，第199頁
58. ↑  Lerski 1996，第357頁
59. ↑  Tony Judt. . Penguin. 2006: 124  [2011-03-28]. ISBN 978-0-14-303775-0. （原始内容存档于2021-03-22）.
60. ↑  Bernard A. Cook. . Taylor & Francis. 2001: 1022  [2011-03-28]. ISBN 978-0-8153-4058-4. （原始内容存档于2021-03-22）.
61. ↑  Garliński 1975，第250頁
62. 1 2 3  Bohdan Kwiatkowski, Sabotaż i dywersja, Bellona, London 1949, vol.1, p.21; 见于Ney-Krwawicz & Bohdanowicz (2001)的引用。
63. ↑  Richard C. Frucht. . ABC-CLIO. 2005: 32  [2011-03-28]. ISBN 978-1-57607-800-6. （原始内容存档于2021-03-22）.
64. ↑  Salmonowicz 1994，第51–53頁
65. 1 2  Garliński 1975，第235頁
66. ↑  Salmonowicz 1994，第55,56頁
67. ↑  Garliński 1975，第238頁
68. ↑  Salmonowicz 1994，第64頁
69. ↑  Garliński 1975，第236頁
70. ↑  Salmonowicz 1994，第17,18頁
71. ↑  Salmonowicz 1994，第76頁
72. 1 2  Garliński 1975，第220頁
73. ↑  Salmonowicz 1994，第75頁
74. ↑  Garliński 1975，第226頁
75. ↑  Salmonowicz 1994，第91頁
76. ↑  Salmonowicz 1994，第96頁
77. ↑  Crampton, R.J. . Routledge. 1994: 198  [2019-09-18]. ISBN 978-0-415-05346-4. （原始内容存档于2021-09-06）.
78. ↑  Cienciala, Anna M. .   [21 December 2006]. （原始内容存档于2012-10-16）.
79. ↑  Pogonowski, Iwo. . Dorset. 1988: 204. ISBN 0-88029-394-2. OCLC 20739535.
80. ↑  Kwan Yuk Pan. . Financial Times. 5 July 2005  [31 March 2006]. （原始内容存档于2007-03-18）.
81. ↑  Vladimir Tismaneanu. . Central European University Press. 2010-06-30: 206  [2011-12-20]. ISBN 978-963-9776-63-0. （原始内容存档于2013-05-28）.
82. 1 2  Norman Davies. . Columbia University Press. May 2005: 344  [2011-04-08]. ISBN 978-0-231-12819-3. （原始内容存档于2021-03-22）.
83. 1 2  Gregor Dallas. . Yale University Press. 2005: 79  [2011-04-08]. ISBN 978-0-300-10980-1. （原始内容存档于2021-03-22）.
84. 1 2  Mark Wyman. . Cornell University Press. April 1998: 34  [2011-04-08]. ISBN 978-0-8014-8542-8. （原始内容存档于2021-03-22）.
85. ↑  Marjorie Castle; Ray Taras. . Westview Press. 2002: 26  [2011-04-08]. ISBN 978-0-8133-3935-1. （原始内容存档于2016-05-20）.
86. ↑  Salmonowicz 1994，第6,7頁
87. ↑  Simon-Dubnow-Institut für Jüdische Geschichte und Kultur. . Leipziger Universitätsverlag. 2007: 54  [2012-01-27]. ISBN 978-3-86583-240-5. （原始内容存档于2021-03-22）.
88. 1 2  Salmonowicz 1994，第8頁
89. ↑  Salmonowicz 1994，第10,11頁
90. ↑  Salmonowicz 1994，第10頁
91. ↑  Salmonowicz 1994，第9,10頁
92. ↑  Garliński 1975，第219,220頁
93. ↑  Peter Hayes; Jeffry M. Diefendorf; Holocaust Educational Foundation (United States). . Northwestern University Press. 2004: 267  [2011-12-20]. ISBN 978-0-8101-2001-3. （原始内容存档于2021-03-22）.
94. ↑  Salmonowicz 1994，第18,19頁
95. ↑  Cichocka, Agnieszka. . Wiadomosci24.pl. 2007-09-26  [2011-12-20]. （原始内容存档于2020-04-12）.
96. ↑  . Internetowy System Aktów Prawnych.   [2011-12-20]. （原始内容存档于2017-10-04）.
97. ↑  Barbara Wachowicz. . Oficyna Wydawnicza Rytm. 2002: 222  [2011-12-20]. ISBN 978-83-88794-68-1. （原始内容存档于2016-05-05）.
98. ↑  Jean-Benoît Nadeau; Julie Barlow. . Sourcebooks, Inc. 2003: 89  [2011-03-06]. ISBN 978-1-4022-0045-8. （原始内容存档于2013-05-27）.

## 拓展阅读
- Jan Karski. . Simon Publications. 2001  [2019-09-18]. ISBN 978-1-931541-39-8. （原始内容存档于2021-03-22）.
- Halik Kochanski. . Harvard University Press. 2012  [2019-09-18]. ISBN 978-0-674-06816-2. （原始内容存档于2021-02-01）.
- Stefan Korboński; Francis Bauer Czarnomski; Zofia Korbonski. . Hippocrene Books. 2004  [2019-09-18]. ISBN 978-0-7818-1035-7. （原始内容存档于2021-03-22）.
- Richard C. Lukas. . Hippocrene Books. 2012. ISBN 978-0-7818-1302-0.
- Richard C. Lukas. . University Press of Kansas. 2004. ISBN 978-0-7818-0242-0.
- Jan Nowak. . Wayne State University Press. 1982  [2019-09-18]. ISBN 978-0-8143-1725-9. （原始内容存档于2021-03-22）.
- Tadeusz Bór-Komorowski. . Pen & Sword Books Limited. 2011  [2019-09-18]. ISBN 978-1-84832-595-1. （原始内容存档于2021-03-22）.